# Elaeagia multinervia
Elaeagia multinervia är en måreväxtart som beskrevs av Julian Alfred Steyermark. Elaeagia multinervia ingår i släktet Elaeagia och familjen måreväxter. Inga underarter finns listade i Catalogue of Life.